# Simonsbosjön
Simonsbosjön är en sjö i Hedemora kommun i Dalarna och ingår i Dalälvens huvudavrinningsområde. Sjön har en area på 0,808 kvadratkilometer och ligger 138,1 meter över havet. Sjön avvattnas av vattendraget Flins Bäck (Lerbäcken).

## Delavrinningsområde
Simonsbosjön ingår i det delavrinningsområde (669699-152774) som SMHI kallar för Utloppet av Simonsbosjön. Medelhöjden är 143 meter över havet och ytan är 3,24 kvadratkilometer. Räknas de 7 avrinningsområdena uppströms in blir den ackumulerade arean 64,13 kvadratkilometer. Flins Bäck (Lerbäcken) som avvattnar avrinningsområdet har biflödesordning 2, vilket innebär att vattnet flödar genom totalt 2 vattendrag innan det når havet efter 173 kilometer. Avrinningsområdet består mestadels av skog (54 procent) och jordbruk (15 procent). Avrinningsområdet har 0,76 kvadratkilometer vattenytor vilket ger det en sjöprocent på 23,5 procent.